# بوب فيرغسون (لاعب هوكي جليد)
بوب فيرغسون هو لاعب هوكي جليد كندي، ولد في 19 أكتوبر 1954 في كينغستون في كندا.

## وصلات خارجية
- بوب فيرغسون على موقع EliteProspects.com (الإنجليزية)
- بوب فيرغسون على موقع HockeyDB.com (الإنجليزية)